# 桑萨克莱格利斯
桑萨克莱格利斯（法語：Sanssac-l'Église，法語發音：[sɑ̃sak leɡliz]）是法国上卢瓦尔省的一个市镇，位于该省中部，属于勒皮区。

## 地理
桑萨克莱格利斯（45°3'6"N, 3°46'44"E）面积15.28 平方千米，位于法国奥弗涅-罗讷-阿尔卑斯大区上盧瓦爾省，该省份为法国中南部省份，北起多姆山省和卢瓦尔省，西接康塔爾省，南至洛泽尔省，东临阿尔代什省。
与桑萨克莱格利斯接壤的市镇（或旧市镇、城区）包括：班斯、塞萨克、沙斯皮扎克、埃斯帕利-圣马塞尔、波利尼亚克、圣维达勒、韦尔热扎克。

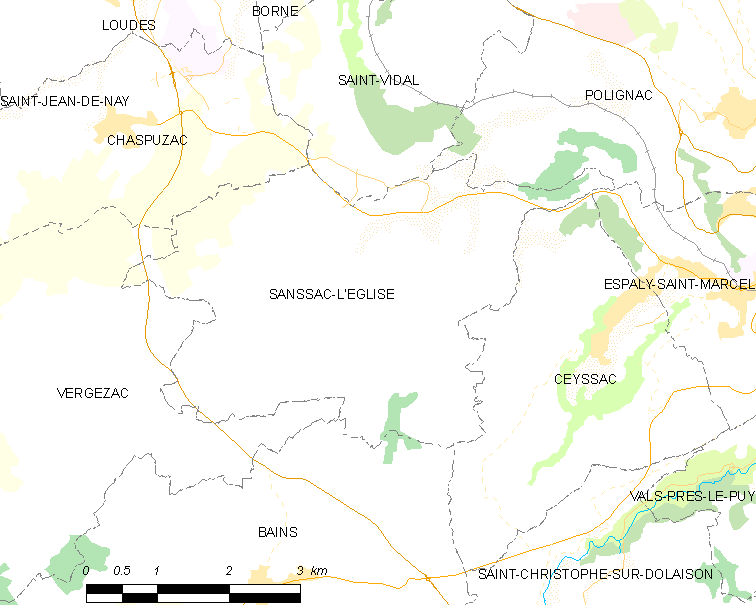
桑萨克莱格利斯的OSM定位图

桑萨克莱格利斯的时区为UTC+01:00、UTC+02:00（夏令时）。

## 行政
桑萨克莱格利斯的邮政编码为43320，INSEE市镇编码为43233。

## 政治
桑萨克莱格利斯所属的省级选区为圣波利安县。

## 人口

1962-2008年间桑萨克莱格利斯人口变化图示

桑萨克莱格利斯于2022年1月1日时的人口数量为1078人。